# Ongeim'l Tketau
Der Ongeim'l Tketau, deutsch ‚Fünfter See‘, englisch Fifth Lake, unter Tauchsportbegeisterten und in der populärwissenschaftlichen Presse auch Quallensee oder auch Jellyfish Lake genannt, ist ein mariner See, der auf dem der Insel Koror vorgelagerten Eiland Eil Malk im südpazifischen Inselstaat Palau liegt. Er ist durch das Massenvorkommen einer Unterart der scyphozoen Qualle Mastigias papua bekannt geworden. Es wurde berechnet, dass zu Spitzenzeiten bis etwa 30 Millionen Medusen den See bevölkern.

## Entstehung
Der See entstand vor etwa 12000 Jahren, als nach dem Ende der letzten Kaltzeit der Meeresspiegel anstieg. Durch die oberflächlich stark verkarsteten, miozänen Kalke der Insel drang Meerwasser in eine vom Meer isolierte Senke ein. Der Seespiegel stieg kontinuierlich, gekoppelt mit dem Meeresspiegelanstieg bis auf das heutige Niveau an.

## Physische Eigenschaften des Sees

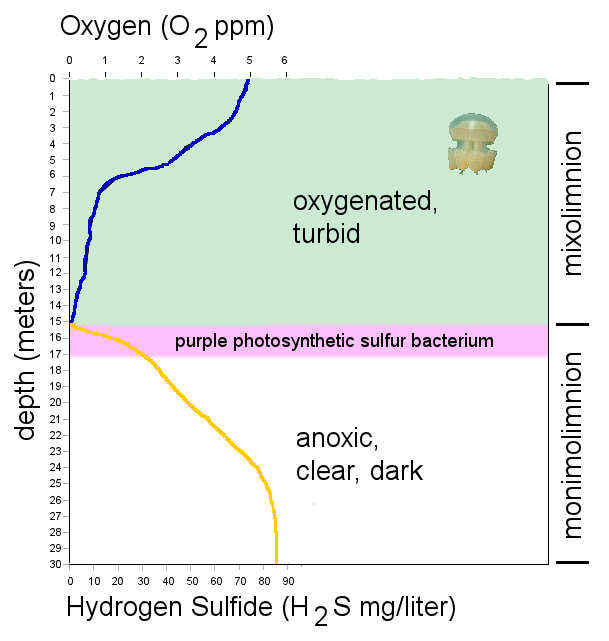
Schichtungsdiagramm: Der Sauerstoffgehalt sinkt im (leicht) trüben Oberflächenwasser bis zur rosa eingefärbten Chemokline auf null, während der Schwefelwasserstoffgehalt von dort bis zum Boden stark zunimmt.

Der Ongeim'l Tketau ist etwa 420 m lang und max. etwa 200 m breit. Er ist an seiner tiefsten Stelle in der westlichen Hälfte des Sees etwas über 30 m tief. Ein durch eine leichte Schwelle getrenntes, rundliches Becken in der östlichen Hälfte des Sees ist etwas über 20 m tief. Der Seespiegel liegt auf Meeresspiegelniveau. Rechnet man die Sedimentbedeckung ab, dürfte das Becken an seiner tiefsten Stelle einmal 60 m tief gewesen sein. Die Ränder fallen bis zur Oberfläche der flach liegenden Seesedimente steil ab.
Der See ist geschichtet. Er besitzt eine obere Schicht von sauerstoffreichem Wasser und eine untere anoxische Schicht. Der Sauerstoffgehalt nimmt von etwa 5 bis 6 ppm an der Oberfläche auf 0 ppm in etwa 15 m Tiefe ab. Die Schichtung ist permanent, d. h. eine saisonale Durchmischung oder eine Durchmischung während und kurz nach Stürmen kommt nicht vor. Daher sind Organismen, die Sauerstoff zum Leben brauchen auf diese 15 m beschränkt. An der Chemokline hat sich eine stabile, etwa 3 m dicke, schwebende Matte des Purpurbakteriums Chromatium gebildet. Sie absorbiert auch nahezu das gesamte Sonnenlicht. Darunter ist das Wasser relativ klar und die Sichtweite beträgt wieder etwa 30 m.
Der Salzgehalt schwankt in den oberen drei Metern durch Niederschläge und einfließendes Süßwasser aus der unmittelbaren Umgebung zwischen 19,6 und 26 ‰. Nach einem schweren Taifun am 16. April 1979 mit über 51 cm Regen pro Quadratmeter sank der Salzgehalt auf 19,6 ‰. Aber bereits nach drei Tagen hatte sich wieder der „normale“ Salzgehalt von 26 ‰ eingestellt. Unterhalb der oberen drei Meter wird der Salzgehalt nicht mehr durch einfließendes Süßwasser und Regen beeinflusst. Der Salzgehalt bleibt hier konstant auf 30 ‰. Die oberen drei Meter sind auch fast immer etwas aufgewühlt und die Sicht ist gewöhnlich auf etwa 5 m begrenzt.
Oberhalb der Chemokline sind die Gehalte an Nährstoffen sehr gering. Die Gehalte an Nitraten und Nitriten sind kaum messbar. Der Gehalt an Ammonium {\displaystyle \mathrm {(NH_{4}^{+}} )} ist oberhalb der Chemokline kleiner als 0,5 μg pro Liter. Er steigt unterhalb der Chemokline rasch an und erreicht in 28 m Tiefe etwa 600 μg/l. Der Gehalt an Phosphaten ist oberhalb der Chemokline mit <0,4 μg/l ebenfalls verschwindend gering und nimmt unterhalb der Chemokline auf 25 μg/l zu. Dagegen nimmt der Gehalt an Silikaten von der Oberfläche mit <1 μg/l kontinuierlich und von der Chemokline wenig beeinflusst auf etwa 400 μg/l zu. Einen zunächst umgekehrten Verlauf nimmt der Gehalt der im Wasser vorkommenden Partikel von organischem Kohlenstoff. An der Oberfläche enthält das Wasser etwa 800 μg/l um bis etwa 8 m Tiefe auf 350 μg/l abzunehmen. Im Bereich der Chemokline bis etwa 15/16 m Tiefe ist dann ein scharfer Anstieg bis auf 7000 bis 8000 μg/l zu beobachten. Darunter fällt der Gehalt an schwebenden organischen Kohlenstoff-Partikel scharf ab und erreicht in 28 m Tiefe ein Minimum von 1,5 μg/l. Der Gehalt an Schwefelwasserstoff ist oberhalb der Chemokline nicht messbar, er steigt bis zum Seegrund rasch bis auf 80 mg/l (!) an.
Die Temperatur beträgt an der Oberfläche etwa 31 °C bis 32 °C. Sie nimmt bis etwa 27 °C in den tiefsten Bereichen des Sees ab. Dabei ist ein merklicher Knick im Bereich der Chemokline zu beobachteten. Während in den oberen 15 m die Temperatur von 32 °C nur auf etwa 31 °C oberhalb der Chemokline abnimmt, sinkt die Temperatur von knapp oberhalb der Chemokline bis knapp unterhalb (etwa 17 m) rasch auf 28 °C ab, um unterhalb von 17 m langsam auf 27 °C bis zur tiefsten Stelle abzunehmen.
Der See ist mit dem Meer durch drei Tunnel nahe der Oberfläche verbunden, d. h. die Tiden sind auch im See zu spüren. Sie sind jedoch etwa um eine Stunde und vierzig Minuten verzögert und erreichen nur etwa ein Drittel der Tidenhöhe wie in der benachbarten Lagune (selten höher als 50 cm). Etwa 2,5 % des Wassers des Sees wird täglich ausgetauscht. Dadurch, dass die Tunnel nahe der Oberfläche liegen, ist die untere anoxische Schicht auch von den Gezeiten nicht betroffen.

## Organismen
Der See ist nur von wenigen Organismenarten bewohnt. Eine zusammenfassende Darstellung gibt es bisher nicht. An größeren Organismen wurden bisher nur eine Fischart der Gattung Pranesus, zwei Arten von Ruderfußkrebsen (Oithona oculata und Acrocalanus inermis), zwei scyphozoe Quallen (Mastigias cf. papua ssp. etpisoni und Aurelia sp.) sowie an den Ufern eine medusenfressende Seeanemone (Entacmaea medusivora). Daneben gibt es auch noch spezifisch nicht weiter bestimmte Schnecken, ebenfalls an den Ufern des Sees. An Mikroorganismen werden kettenbildende Diatomeen (Chaetoceras sp.) genannt, große Dinoflagellaten (Diceratium) und nicht weiter bestimmte Mikroflagellaten. An der Chemokline hat sich eine stabile, schwebende Matte des Bakteriums Chromatium gebildet. Sie absorbiert auch nahezu das gesamte Sonnenlicht. Die vielen Besucher des Sees sind problematisch für die Ökologie des Sees. Im Jahre 2006 wurden bereits mindestens drei invasive Arten im See festgestellt. Eine Seeanemone (Aiptasia sp.), ein Schwamm (Haliclona sp.) und eine Zooxanthelle (als Symbiont der Seeanemone Aiptasia sp.). Die bisherigen Auswirkungen auf das Ökosystem sind noch nicht untersucht.

## „Mastigiascf.papuassp.etpisoni– The Golden Jellyfish“

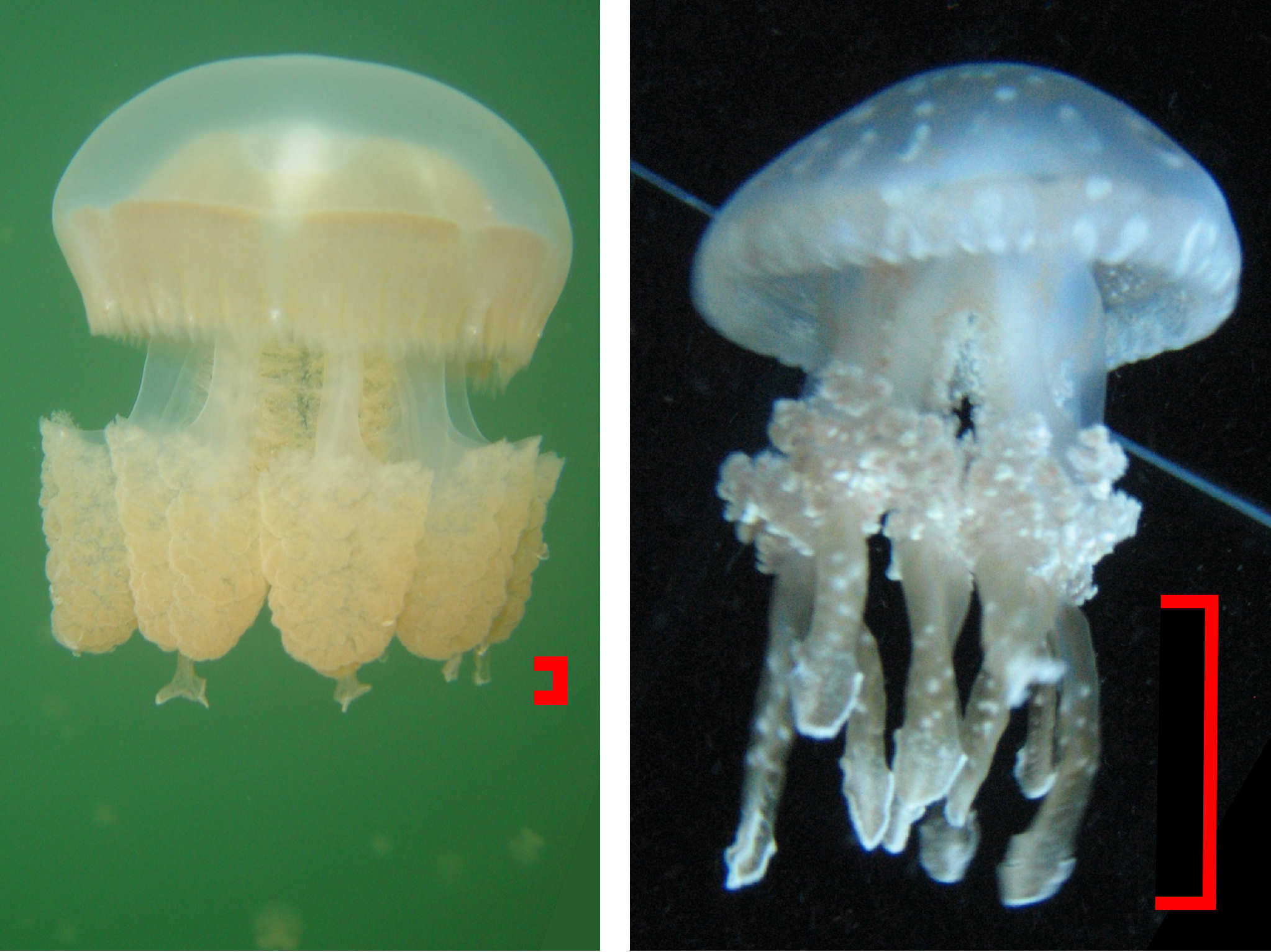
Linkes Bild: Mastigias cf. papua ssp. etpisoni („Golden Jellyfish“) vom Ongeim'l Tketau, rechtes Bild: Mastigias cf. papua, aus der Lagune vor Eil Malk. Besonders auffällig ist der Verlust der blauen Pigmentfarbe und die stark verkürzten Endteile der Arme in Mastigias cf. papua ssp. etpisoni

In der populärwissenschaftlichen Presse und in Kreisen von Tauchsportbegeisterten ist der See berühmt als „Quallensee“. Meist das ganze Jahr über ist der See bevölkert von etwa 1,5 Millionen Medusen. Sie wurde von William und Peggy Hamner zuerst als Mastigias papua (Lesson, 1830) bestimmt. Neben dem Ongeim'l Tketau kommen Quallen derselben Art auch noch in vier anderen marinen Seen auf Palau vor sowie in den Lagunen um Eil Malk. Neuere molekularbiologische Untersuchungen haben jedoch ein wesentlich komplexeres Bild ergeben. Jeder See besitzt seine eigene Unterart, die von der Stammart nicht nur genetisch, sondern auch morphologisch und durch ihr Verhalten unterschieden ist. Die molekulargenetische, intraspezifische Variabilität ist erwartungsgemäß bei der Lagunenart, der mutmaßlichen Stammart, am höchsten, bei den Unterarten in den fünf Seen sehr gering. Allerdings wurden unter den Populationen von verschiedenen Fundorten aus dem Verbreitungsgebiet von Mastigias papua eine so große genetische Variabilität festgestellt, wie sie nur Arten zukommen. Mastigias papua ist daher wahrscheinlich ein Artkomplex von mindestens drei, wahrscheinlich aber eher von fünf oder mehr kryptischen Arten. Die in Palau vorkommende Art ist daher im Moment nicht zu bestimmen. Michael Dawson bestimmte sie deshalb als Mastigias cf. papua und schied fünf Unterarten aus, die jeweils auf einen See beschränkt sind. Die im Ongeim'l Tketau vorkommende Unterart wird als Mastigias cf. papua ssp. etpisoni Dawson, 2005 bezeichnet. Die Medusen sind goldbraun, ohne blaue Pigmentierung, selten kommen feine weiße Flecke vor. Ansonsten sind aber keine Flecken vorhanden. Die verdickten Endteile der acht oralen Arme sind relativ kurz und breit. Die größten Medusen werden bis 23 cm groß. Die Medusen sind planktonisch und gewöhnlich das ganze Jahr über in der Wassersäule von 0 bis 13 m Tiefe vorhanden. Sie leben von symbiontischen Zooxanthellen, denen sie die Farbe verdanken, aber auch von Zooplankton. Laborversuche ergaben, dass sie mit Zooxanthellen allein nicht wachsen. Sie führen tägliche Wanderungen durch. In der Nacht sammeln sie sich im zentralen Teil des westlichen Seebeckens und führen mehrere Auf- und Ab-Wanderungen zwischen der Chemokline und der Oberfläche durch. Vom frühen Morgen bis etwa 9 Uhr 30 wandern die Medusen vom zentralen Teil des westlichen Seebeckens zum östlichen Becken. Ab dem frühen Nachmittag bis etwa 15 Uhr 30 wandern sie dann zum westlichen Ende des Sees. Bei Sonnenuntergang wandern sie wieder zum Beckenbereich im westlichen Teil des Sees. Während ihrer Wanderungen rotieren die Medusen im Gegenuhrzeigersinn, vermutlich um den Zooxanthellen gleichmäßig Licht zukommen zu lassen. Die Medusen meiden Schatten und die schattigen Uferbereiche, denn dort sitzen recht zahlreich Seeanemonen der Art Entacmaea medusivora, die sich hauptsächlich von Medusen ernährt. Die Erstbeschreiber hielten Entacmaea medusivora für eine im Ongeim'l Tketau endemische Art. Inzwischen wurde sie auch in einem marinen See (Kakaban-See) in Kalimantan Timur, Borneo, Indonesien gefunden.
Die im Ongeim'l Tketau endemische Unterart ist am nächsten mit Mastigias cf. papua verwandt, die in den offen marinen Lagunen vor Eil Malk lebt. Diese Form ist durch weiße Flecken auf dem Schirm charakterisiert. Sie hat zudem ein blaues Pigment, das an vielen Stellen die goldbraune Farbe der Zooxanthellen überlagert. Dagegen fehlen Mastigias cf. papua ssp. etpisoni die keulenförmigen Endglieder der acht oralen Arme fast völlig.
Im Herbst 1998 wurde eine deutliche Abnahme der Anzahl der Medusen im See beobachtet. Bis Dezember 1998 waren alle Medusen verschwunden. Michael Dawson und seine Mitarbeiter vermuten, dass wahrscheinlich durch das von einer El-Niño-Konfiguration der Meeresströmungen im Pazifik verursachte sehr heiße Wetter für das Verschwinden der Medusen verantwortlich ist. Die Zooxanthellen sterben bei diesen Temperaturen ab. Im Januar 2000 erschienen wieder Medusen in größerer Zahl im Ongeim'l Tketau. Im Januar 2005 wurde mit ca. 31 Millionen die höchste jemals ermittelte Zahl festgestellt.

## Schnorcheln & Tauchen
Schnorcheln im Ongeim'l Tketau ist inzwischen eine sehr beliebte Betätigung der Urlauber auf Palau. Von Koror werden Touristentouren zum See angeboten. Die Bootsfahrt von Koror zur Insel Eil Malk dauert etwa 45 Minuten. Alle Besucher, die 6 Jahre oder älter sind, benötigen einen Erlaubnisschein vom Koror State Department of Conservation and Law Enforcement. Der Erlaubnisschein kostet $100 und ist für 10 Tage gültig (2016). Gerätetauchen ist im See nicht gestattet. Es ist der einzige der rd. 70 marinen Seen von Palau, der derzeit öffentlich zugänglich ist.

## Belege

## Anmerkung
1. ↑  Weitere „Quallenseen“ gibt es in Indonesien auf Kakaban und West-Papua in der Region Raja Ampat.
2. ↑  Diese Qualle wurde von Hamner u. a. 1982 als Aurelia aurita bestimmt. Inzwischen haben molekularbiologische Untersuchungen ergeben, dass die Ohrenqualle (Aurelia aurita) ein Artkomplex von mehreren kryptischen Arten ist. Eine dieser kryptischen Arten kommt in vier marinen Seen auf Palau vor, darunter auch im Ongeim'l Tketau